# V611 Возничего
V611 Возничего (лат. V611 Aurigae) — одиночная переменная звезда в созвездии Возничего на расстоянии приблизительно 449 световых лет (около 138 парсеков) от Солнца. Видимая звёздная величина звезды — от +11,56m до +11,48m.

## Характеристики
V611 Возничего — жёлтый карлик, эруптивная переменная звезда типа RS Гончих Псов (RS) спектрального класса G. Радиус — около 0,9 солнечного, светимость — около 0,652 солнечной. Эффективная температура — около 5470 K.